# Хтонія
Хтонія (грец. Chthonia) — донька афінського царя Ерехтея, яку він приніс у жертву богам;
Хтонія — донька аргоського владаря Форонея, яка, разом із братом Кліменом, заснувала святилище Деметри в місті Герміоні;
Хтонія — за Павсаніем, дочка аргів'янина Колонта, який не виявив гостинності Деметрі. Щоб покарати Колонта, богиня спалила його будинок, а доньку, яка щиро прийняла її, зробила своєю жрицею;
Хтонія — епітет Геї, Деметри, Персефони та багатьох інших богинь, що мали стосунок до підземного світу.